# Marieluise Beck

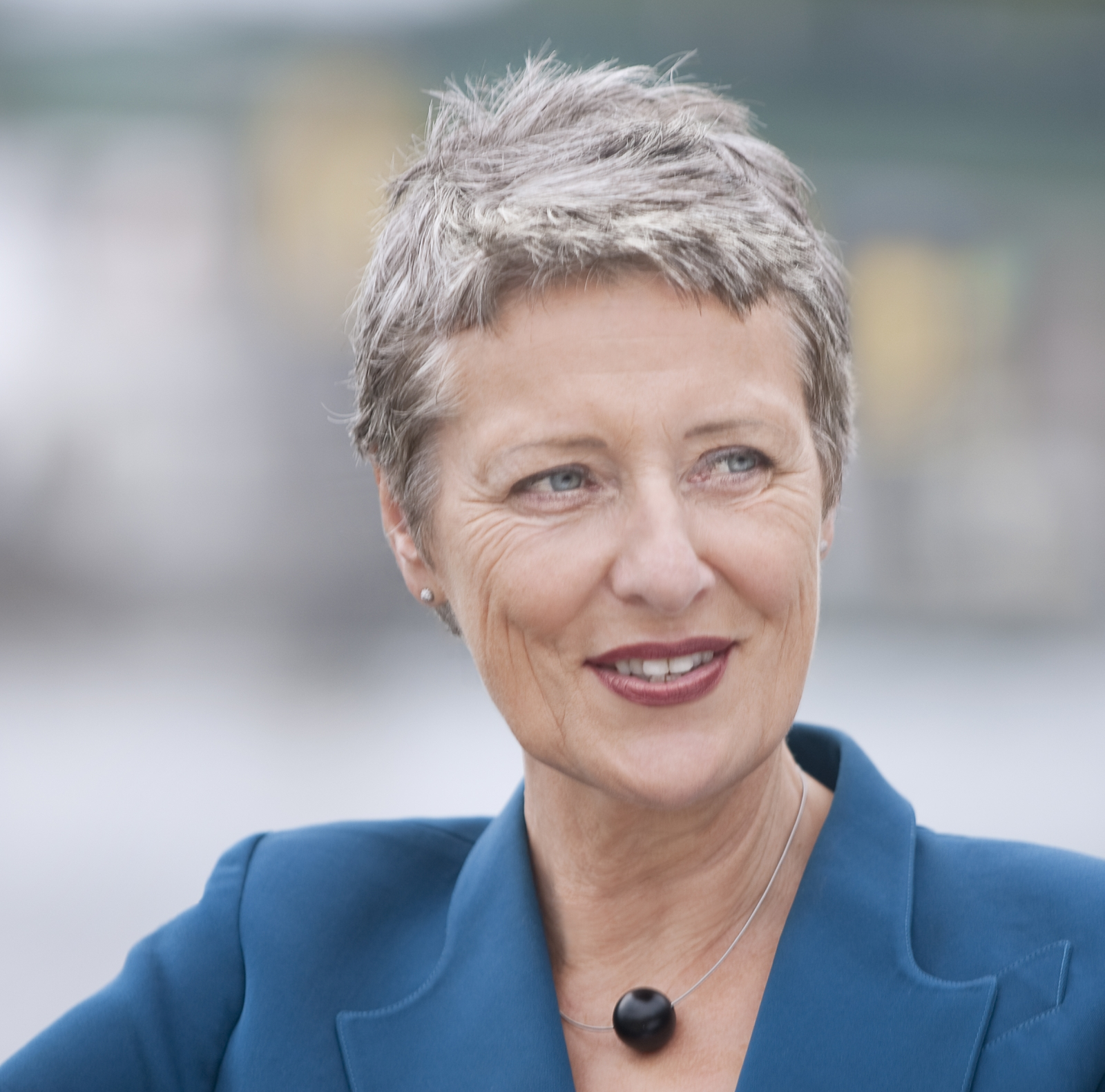
Marieluise Beck in 2009

Marieluise Beck (* 25 juni 1952 in Bramsche) is een Duitse politicus van Bündnis 90/Die Grünen. Ze is lid van de Duitse Bondsdag en woordvoerster voor Oost-Europapolitiek van haar partij. Ze was van 2002 tot 2005 staatssecretaris bij het federaal ministerie voor familie, senioren, vrouwen en jeugd, en van 1998 tot 2005 buitenlandervertegenwoordigster van de bondsregering. Sinds 17 februari 2006 is ze met haar langjarige levenspartner, Ralf Fücks, die ook in dezelfde partij zit en sinds 2001 hoofd van de Heinrich Böll-stichting is. Samen hebben ze twee dochters.

## Biografie

### Opleiding en carrière
Na haar afstuderen in 1970 in Osnabrück vervolledigde Beck een lerarenopleiding voor Duits, geschiedenis en staatsinrichting in Bielefeld en Heidelberg. Daarna werd ze middelbareschoollerares aan de middelbare school van Konrad-Adenauer in Pforzheim, net zoals aan de scholengemeenschap Bremen-Mitte.
Beck heette Marieluise Beck-Oberdorf gedurende haar eerste huwelijk en aan het einde van de jaren tachtig.

### Partij
Tijdens haar studie in Bielefeld engageerde Beck zich in de Socialistische Hogeschoolbond (SHB). Sinds 1980 is ze lid van de groene partij. Van 8/9 november 1980 t.e.m. 26/27 juni 1982 was ze voorzitster van de groenen in Baden-Württemberg en bleef daarna t.e.m. de verkiezingen van de bondsdag op 6 maart 1983 als bijzitterslid van de Baden-Württembergse gemeenteraad.

### Plaatsvervanger
In 1983 werd Beck in de staatslijst op de Duitse Bondsdag genoemd en werd daarmee lid van de eerste, groene groep bij die bondsdag, waar ze woordvoerster was van 1983 tot 1984. In 1985 legde ze, wegens het nog toenmalig geldig rotatieprincipe, haar mandaat neer, maar ging wederom naar de Bondsdagverkiezingen van 1987, waar ze tot 1990 aan toebehoorde. Van 1991 tot 1994 was ze lid van de Breemse Burgerij. Sinds 1994 is ze vernieuwd lied van de bondsdag.
Ze is lid van de Commissie Buitenlandse Zaken en plaatsvervangend lid van de Commissie voor zaken van de Europese Unie van de Duitse Bondsdag. Beck is voorzitster van de Parlementaire Vriendschapsgroep Bosnië en Herzegovina van de Duitse Bondsdag.
Beck stond bij de Duitse Bondsdagverkiezingen van 1983 op de landlijst van Baden-Württemberg en daarna veranderde ze naar de landlijst van die van Bremen. Haar thuisbasis is Bremen I. In 2016 besloot ze om niet nogmaals haar kandidatuur voor een Bondsdagmandaat in te dienen, hoewel ze haar taak als parlementslid graag verder zou zetten, maar ze was niet klaar voor een kandidatuurgevecht.

### Lidmaatschappen
- Beck is lid van de Parlementsgroep van de Europese Unie van de Duitse Bondsdag en sinds 5 mei 2015 van het bestuurscomité van de Duits-Russische Petersburger Dialogs.
- Lid van de Duits-Israëlische Gemeenschap.
- Voorzitster van de Breemse Hulpvereniging Brücke der Hoffnung (Brug van hoop)
- Patrones van het Tsjernobyl-Initiatief-Bremen
- Lid van de Breemse Nationaalvereniging van de Europese Unie
- Lid van de Independent Afghan Women Association (Onafhankelijke Afghaanse Vrouwenvereniging)
- Lid van de Adviesraad Fundraising van de stichting Deutsches Hololcaust-Museum (Duits Holocaust-museum)
- Lid van de Genootschap Voor Bedreigde Volkeren
- Lid van de beweging Tegen Vergeten - Voor Democratie
- Lid van de Duitse Federatie voor Milieubeheer en Natuurbehoud

### Openbare ambten
- Na de Bondsdagverkiezingen van 1998 werd ze commissaris van de Bondsregering voor Immigrantaanvragen.
- Na de Bondsdagverkiezingen van 2002 was Beck van oktober 2002 tot en met november 2005 parlementair staatssecretaresse bij de Bondsminister voor familie, senioren, vrouwen en jeugd, net als van de Vertegenwoordiging van de Bondsregering voor Migratie, Vluchtelingen en Integratie in de door bondskanselier Gerhard Schröder (SPD) geleide regering.

## Erevermeldingen
- 1995: Ereburger van de Bosnische stad Lukavac
- 1996: Verdienste van de Bondsrepubliek Duitsland
- 2008: Regine Hildebrandt-prijs voor solidariteit bij werklozen en mensen in armoede
- 2011: Solidariteitsprijs voor Wit-Rusland
- 2016: Ramer Award for Courage in the Defense of Democracy (Ramer-award voor moed ter verdediging van de democratie)

- Gemeinsame Normdatei: 1012717224
- International Standard Name Identifier: 0000 0000 3375 5937
- Library of Congress Control Number: n90645270
- Virtual International Authority File: 171305881
- WorldCat: E39PBJhhkQtHY6J8XYjVTprH4q